# Henri de Lassus Saint-Geniès
Henri de Lassus Saint-Geniès, né le 2 avril 1938 à Paris, est un homme politique français, membre du Parti radical de gauche.
Il est député européen du 13 août 1997 au 19 juillet 1999 (en remplacement de Noël Mamère) et membre du groupe de l'Alliance radicale européenne.

## Autre mandat
- Conseiller municipal de Toulouse (1977-1989)